# Бабиков, Николай Александрович
Николай Александрович Бабиков (1866—1920) — генерал-лейтенант, участник русско-японской и Первой мировой войн.

## Биография
Родился 2 декабря 1866 года, происходил из дворян Киевской губернии.
Начальное образование получил в Александровском кадетском корпусе, по окончании которого 31 августа 1884 года был зачислен в Михайловское артиллерийское училище.
Выпущен 7 августа 1887 года подпоручиком в 3-ю гвардейскую и гренадерскую артиллерийскую бригаду, несколько позже переведён в лейб-гвардии 2-ю артиллерийскую бригаду.
Произведённый 7 августа 1891 года в поручики Бабиков успешно сдал вступительные экзамены в Николаевскую академию Генерального штаба, по окончании которой 20 мая 1893 года был произведён в штабс-капитаны с переименованием в капитаны Генерального штаба и назначением состоять при Одесском военном округе. С 1 марта 1894 года был помощником старшего адъютанта штаба Одесского военного округа и с 7 октября 1895 года по 12 октября 1896 года отбывал цензовое командование ротой в 16-м стрелковом полку.
Произведённый 6 декабря 1898 года в подполковники Бабиков был назначен штаб-офицером для поручений при штабе Киевского военного округа, а с 8 марта 1899 года был старшим адъютантом этого штаба. С 1 мая по 3 сентября 1901 года для прохождения служебного ценза командовал батальоном в 14-м стрелковом полку. 6 декабря 1902 года за отличие по службе получил чин полковника. 25 марта 1903 года назначен штаб-офицером при управлении 52-й пехотной резервной бригады, в 1904 году прошёл двухмесячную стажировку в артиллерии.
С 3 сентября по 6 ноября 1904 года был начальником штаба 52-й пехотной дивизии, а затем состоял старшим адъютантом управления генерал-квартирмейстера 3-й Маньчжурской армии и принимал участие в русско-японской войне, за боевые отличия получил несколько наград. С 11 мая 1905 года состоял в распоряжении командующего 2-й Маньчжурской армией.
5 декабря 1906 года назначен командиром 209-го пехотного резервного Николаевского полка. 15 июня 1910 года, вместе с производством в генерал-майоры, Бабиков возглавил 2-ю бригаду 11-й пехотной дивизии, 21 декабря того же года перемещён на такую же должность в 15-ю пехотную дивизию.
После начала Первой мировой войны Бабиков 1 октября 1914 года был назначен командующим 12-й пехотной дивизией. Высочайшим приказом от 13 января 1915 года он был награждён орденом св. Георгия 4-й степени и вскоре произведён в генерал-лейтенанты (со старшинством от 5 октября 1914 года). С 31 июля 1915 года Бабиков состоял в резерве чинов при штабе Киевского военного округа, с 20 октября находился в распоряжении военного министра. В 1916—1917 годах Бабиков занимал должность управляющего делами Особого совещания для обсуждения и объединения мероприятий по обороне государства.
После Октябрьской революции Бабиков в марте 1918 года вступил в РККА и был управляющим делами Временно-хозяйственного отдела, а с августа того же года был членом и помощником управляющего делами военно-законодательного совещания, позже являлся председателем Военно-законодательного совета при Реввоенсовете. С 4 июня 1919 года был постоянным членом Военно-законодательного совета.
В 1919 году Бабиков перебежал к белым, служил в Добровольческой армии. В начале 1920 года захвачен органами ВЧК как член Национального центра и штаба Добровольческой армии Московского района. За измену и шпионаж приговором военного трибунала осужден к расстрелу. В мае 1920 года он был отправлен в лагерь под Архангельском и расстрелян. По другим данным числился арестованным ещё в апреле 1921 года.

## Награды
Среди прочих наград Бабиков имел ордена:
- Орден Святого Станислава 3-й степени (1895 год)
- Орден Святой Анны 3-й степени (1898 год)
- Орден Святого Станислава 2-й степени (1901 год)
- Орден Святой Анны 2-й степени (1905 год, мечи к этому ордену пожалованы в 1907 году)
- Золотое оружие с надписью «За храбрость» (14 марта 1906 года)
- Орден Святого Владимира 4-й степени с мечами и бантом (1907 год)
- Орден Святого Владимира 3-й степени (1909 год)
- Орден Святого Станислава 1-й степени (6 декабря 1913 года, мечи к этому ордену пожалованы 19 ноября 1914 года)
- Орден Святой Анны 1-й степени с мечами (19 ноября 1914 года)
- Орден Святого Георгия 4-й степени (13 января 1915 года)

За то, что 26—30-го августа 1914 года в бою у Повитенского леса, командуя средним боевым участком корпуса, отбил многочисленные атаки превосходных сил противника, перешел в решительное наступление и заставил неприятеля поспешно отступить с занятой им позиции, чем и способствовал общему успеху четырехдневного боя под Гродеком.